# Galatasaray Istanbul/Saison 2018/19
Die Saison 2018/19 von Galatasaray Istanbul war die 111. Saison in der Vereinsgeschichte und die 61. Saison in der türkischen Liga, der Süper Lig. Der Klub beendete die Saison auf dem 1. Platz und wurde zum 22 Mal türkischer Meister. Die Türkiye Kupası gewann Galatasaray zum 18 Mal. In der UEFA Champions League schieden die Gelb-Roten in der Gruppenphase als Dritter aus und nahmen weiter an der UEFA Europa League teil, in welcher sie im Sechzehntelfinale ausschieden.

## Personalien

### Kader
| Nr.        | Nat.                         | Name                   | Geburtsdatum  | im Verein seit | vorheriger Verein     |
| Torhüter   | Torhüter                     | Torhüter               | Torhüter      | Torhüter       | Torhüter              |
| ---------- | ---------------------------- | ---------------------- | ------------- | -------------- | --------------------- |
| 01         | Uruguay Italien              | Fernando Muslera       | 16. Juni 1986 | 2011           | Lazio Rom             |
| 12         | Turkei                       | Batuhan Şen            | 3. Feb. 1999  | 2018           | eigene Jugend         |
| 13         | Turkei                       | İsmail Çipe            | 5. Jan. 1995  | 2015           | eigene Jugend         |
| Abwehr     |                              |                        |               |                |                       |
| 05         | Turkei                       | Ahmet Çalık            | 26. Feb. 1994 | 2017           | Gençlerbirliği Ankara |
| 14         | Norwegen                     | Martin Linnes          | 20. Sep. 1991 | 2016           | Molde FK              |
| 15         | Suriname Niederlande         | Ryan Donk              | 30. Apr. 1986 | 2016           | Kasımpaşa Istanbul    |
| 19         | Turkei Niederlande           | Ömer Bayram            | 27. Juli 1991 | 2018           | Akhisarspor           |
| 22         | Brasilien                    | Mariano                | 23. Juni 1986 | 2017           | FC Sevilla            |
| 26         | Turkei                       | Semih Kaya             | 24. Feb. 1991 | 2009           | eigene Jugend         |
| 27         | Kongo Demokratische Republik | Christian Luyindama    | 8. Jan. 1994  | 2019           | Standard Lüttich      |
| 33         | Turkei                       | Emre Taşdemir          | 8. Aug. 1995  | 2019           | Bursaspor             |
| 40         | Turkei                       | Gökay Güney            | 19. Mai 1999  | 2016           | eigene Jugend         |
| 45         | Brasilien                    | Marcão                 | 23. Juni 1986 | 2019           | GD Chaves             |
| 48         | Turkei                       | Abdussamed Karnuçu     | 4. Feb. 2000  | 2018           | eigene Jugend         |
| 55         | Japan                        | Yūto Nagatomo          | 12. Sep. 1986 | 2018           | Inter Mailand         |
| Mittelfeld |                              |                        |               |                |                       |
| 08         | Turkei                       | Selçuk İnan            | 10. Feb. 1985 | 2011           | Trabzonspor           |
| 10         | Marokko Frankreich           | Younès Belhanda        | 5. Feb. 1990  | 2017           | Dynamo Kiew           |
| 17         | Senegal                      | Papa Alioune Ndiaye    | 27. Okt. 1990 | 2017           | Stoke City            |
| 20         | Turkei Frankreich            | Emre Akbaba            | 4. Okt. 1992  | 2018           | Alanyaspor            |
| 25         | Brasilien Portugal           | Fernando               | 25. Juli 1987 | 2017           | Manchester City       |
| 36         | Turkei                       | Atalay Babacan         | 28. Juni 2000 | 2018           | eigene Jugend         |
| 41         | Turkei                       | Mustafa Kapı           | 8. Aug. 2002  | 2018           | eigene Jugend         |
| 52         | Turkei                       | Celil Yüksel           | 1. Jan. 1998  | 2018           | eigene Jugend         |
| Angriff    |                              |                        |               |                |                       |
| 09         | Schweiz Turkei               | Eren Derdiyok          | 12. Juni 1988 | 2012           | Kasımpaşa Istanbul    |
| 11         | Turkei Deutschland           | Sinan Gümüş            | 15. Jan. 1994 | 2014           | VfB Stuttgart (II)    |
| 21         | Nigeria                      | Henry Onyekuru         | 5. Juni 1997  | 2018           | FC Everton            |
| 22         | Griechenland                 | Konstantinos Mitroglou | 12. März 1988 | 2019           | Olympique Marseille   |
| 35         | Turkei                       | Yunus Akgün            | 7. Juli 2000  | 2018           | eigene Jugend         |
| 37         | Turkei                       | Recep Gül              | 5. Nov. 2000  | 2017           | eigene Jugend         |
| 38         | Turkei Deutschland           | Malik Karaahmet        | 18. Jan. 2000 | 2018           | eigene Jugend         |
| 49         | Turkei                       | Ali Yavuz Kol          | 29. Jan. 2001 | 2018           | eigene Jugend         |
| 88         | Turkei                       | Muğdat Çelik           | 3. Jan. 1990  | 2018           | Akhisarspor           |
| 89         | Algerien Frankreich          | Sofiane Feghouli       | 26. Dez. 1989 | 2017           | West Ham United       |
| 91         | Senegal                      | Mbaye Diagne           | 28. Okt. 1991 | 2019           | Kasımpaşa Istanbul    |

#### Transfers
| Zugänge | Abgänge |
| --- | --- |
| Sommer 2018 - Emre Akbaba (Alanyaspor) - Ömer Bayram (Akhisarspor) - Muğdat Çelik (Akhisarspor) - Papa Alioune Ndiaye (Stoke City) a. - Henry Onyekuru (FC Everton) a. Winter 2018/19 - Mbaye Diagne (Kasımpaşa Istanbul) - Semih Kaya (Sparta Prag) a. - Marcão (GD Chaves) - Konstantinos Mitroglou (Olympique Marseille) a. - Christian Luyindama (Standard Lüttich) a. - Emre Taşdemir (Bursaspor) | Sommer 2018 - Hakan Balta (Karriere beendet) - Cédric Carrasso (Karriere beendet) - Luis Pedro Cavanda (Standard Lüttich) - Tolga Ciğerci (Fenerbahçe Istanbul) - Jason Denayer (Manchester City) w.a. - Bafétimbi Gomis (al-Hilal) - Koray Günter (CFC Genua) - Eray İşcan (Vereinslos) - Iasmin Latovlevici (Bursaspor) - Yasin Öztekin (Göztepe Izmir) - Volkan Pala (Vereinslos) Winter 2018/19 - Serdar Aziz (Fenerbahçe Istanbul) - Tarık Çamdal (Antalyaspor) - Ozan Kabak (VfB Stuttgart) - Maicon (al-Nassr FC) - Garry Rodrigues (Ittihad FC) |

## Saison
Alle Ergebnisse aus Sicht von Galatasaray Istanbul.
Die Tabelle listet alle Süper-Lig-Spiele des Vereins der Saison 2018/19 auf. Siege sind grün, Unentschieden gelb und Niederlagen rot markiert.

### Süper Lig
| ST | Datum              | Gegner                 | Ort                                    | Ergebnis  | Tor(e) für Galatasaray Istanbul                                                                                 | Karte(n) für Galatasaray Istanbul                                                              | Zuschauer |
| -- | ------------------ | ---------------------- | -------------------------------------- | --------- | --- | ---------------------------------------------------------------------------------------------- | --------- |
| 01 | 10. August 2018    | MKE Ankaragücü         | Osmanlı Stadı, Ankara                  | 3:1 (2:1) | 1:1 Aziz (14.), 2:1 Kone (31. Eigentor), 3:1 Derdiyok (90.+2')                                                  | Rodrigues (4.), Fernando (45.)                                                                 | n. v.     |
| 02 | 19. August 2018    | Göztepe Izmir          | Türk Telekom Stadyumu, Istanbul        | 1:0 (1:0) | 1:0 Onyekuru (42.)                                                                                              | Belhanda (60.), Mariano (61.), Donk (70.), Nagatomo (72.)                                      | 35.040    |
| 03 | 27. August 2018    | Alanyaspor             | Türk Telekom Stadyumu, Istanbul        | 6:0 (1:0) | 1:0 Fernando (37.), 2:0 Gümüş (49.), 3:0 Derdiyok (53.), 4:0 Akbaba (56.), 5:0 Onyekuru (82.), 6:0 Akbaba (84.) | keine                                                                                          | 33.707    |
| 04 | 1. September 2018  | Trabzonspor            | Medical Park Stadyumu, Trabzon         | 0:4 (0:3) | keine | Belhanda (30.), Mariano (42.)                                                                  | 36.169    |
| 05 | 14. September 2018 | Kasımpaşa Istanbul     | Türk Telekom Stadyumu, Istanbul        | 4:1 (0:0) | 1:0 Derdiyok (55.), 2:0 Rodrigues (58.), 3:0 Rodrigues (65.), 4:1 Aziz (77.)                                    | Rodrigues (55.)                                                                                | 35.963    |
| 06 | 23. September 2018 | Akhisarspor            | Spor Toto Akhisar Stadı, Manisa        | 0:3 (0:0) | keine | Ndiaye (31.), Muslera (60.), Aziz (83.)                                                        | n. v.     |
| 07 | 28. September 2018 | BB Erzurumspor         | Türk Telekom Stadyumu, Istanbul        | 1:0 (0:0) | 1:0 Maicon (74.)                                                                                                | Bayram (45.+1'), Fernando (71.), Mariano (90.+1')                                              | 31.208    |
| 08 | 6. Oktober 2018    | Antalyaspor            | Antalya Stadyumu                       | 1:0 (1:0) | 1:0 Donk (87.)                                                                                                  | Gümüş (40.), Belhanda (47.), Fernando (90.)                                                    | n. v.     |
| 09 | 19. Oktober 2018   | Bursaspor              | Türk Telekom Stadyumu, Istanbul        | 1:1 (0:0) | 1:1 Derdiyok (77.)                                                                                              | Kabak (61.)                                                                                    | 36.944    |
| 10 | 28. Oktober 2018   | Yeni Malatyaspor       | Yeni Malatya Stadyumu, Malatya         | 0:2 (0:1) | keine | Mariano (45.)                                                                                  | n. v.     |
| 11 | 2. November 2018   | Fenerbahçe Istanbul    | Türk Telekom Stadyumu, Istanbul        | 2:2 (1:0) | 1:0 Donk (31.), 2:0 Linnes (49.)                                                                                | Gümüş (10.), Belhanda (90.), Ndiaye (90.)                                                      | 49.392    |
| 12 | 10. November 2018  | Kayserispor            | Kadir Has Stadı, Kayseri               | 3:0 (1:0) | 1:0 Onyekuru (18.), 2:0 Onyekuru (74.), 3:0 Bayram (88.)                                                        | Feghouli (34.), Kabak (59.), Onyekuru                                                          | 14.363    |
| 13 | 23. November 2018  | Konyaspor              | Türk Telekom Stadyumu, Istanbul        | 1:1 (0:0) | 1:0 Demirok (69. Eigentor)                                                                                      | Kabak (40.), Aziz (87.)                                                                        | 31.313    |
| 14 | 2. Dezember 2018   | Beşiktaş Istanbul      | Vodafone Arena, Istanbul               | 0:1 (0:1) | keine | Derdiyok (17.), Fernando (41.), İnan (42.), Mariano (45.)                                      | 39.485    |
| 15 | 8. Dezember 2018   | Çaykur Rizespor        | Türk Telekom Stadyumu, Istanbul        | 2:2 (1:0) | 1:0 Rodrigues (40.), 2:0 Derdiyok (58.)                                                                         | Nagatomo (60.), İnan (71.)                                                                     | 28.113    |
| 16 | 15. Dezember 2018  | Istanbul Başakşehir FK | Başakşehir Fatih Terim Stadı, Istanbul | 1:1 (1:1) | 1:1 Derdiyok (30. Foulelfmeter)                                                                                 | Aziz (31.), Fernando (45.)                                                                     | 06.676    |
| 17 | 23. Dezember 2018  | Sivasspor              | Türk Telekom Stadyumu, Istanbul        | 4:2 (2:2) | 1:1 Derdiyok (20. Foulelfmeter), 2:1 Feghouli (30.), 3:2 Onyekuru (51.), 4:2 Onyekuru (69.)                     | Mariano (23.), Fernando (63.)                                                                  | 32.943    |
| 18 | 19. Januar 2019    | MKE Ankaragücü         | Türk Telekom Stadyumu, Istanbul        | 6:0 (3:0) | 1:0 Gümüş (1.), 2:0 Onyekuru (21.), 3:0 Gümüş (26.), 4:0 Onyekuru (59.), 5:0 Onyekuru (63.), 6:0 Ndiaye (86.)   | Belhanda (16.), Linnes (31.), Fernando (37.)                                                   | 28.651    |
| 19 | 26. Januar 2019    | Göztepe Izmir          | Bornova Aziz Kocaoğlu Stadyumu, Izmir  | 1:0 (0:0) | 1:0 Gümüş (72.)                                                                                                 | Gümüş (37.), Marcão (71.), Mariano (86.)                                                       | 08.577    |
| 20 | 2. Februar 2019    | Alanyaspor             | Bahçeşehir Okulları Stadyumu, Alanya   | 1:1 (0:1) | 1:1 Feghouli (52.)                                                                                              | Luyindama (6.), Fernando (45.+3'), Ndiaye (51.), Gümüş (90.+1'), Marcão (90.+1')               | 08.082    |
| 21 | 10. Februar 2019   | Trabzonspor            | Türk Telekom Stadyumu, Istanbul        | 3:1 (2:1) | 1:0 Diagne (21. Foulelfmeter), 2:1 Belhanda (45.), 3:1 Belhanda (51.)                                           | Diagne (8.), Donk (62.), Belhanda (75.), Linnes (80.)                                          | 46.431    |
| 22 | 17. Februar 2019   | Kasımpaşa Istanbul     | Recep Tayyip Erdoğan Stadı, Istanbul   | 4:1 (2:1) | 1:1 Belhanda (22.), 2:1 Feghouli (28.), 3:1 Feghouli (53.), 2:1 Feghouli (68.)                                  | Linnes (12.), Onyekuru (40.), Taşdemir (54.), Luyindama (80.), Diagne (88.)                    | 05.569    |
| 23 | 24. Februar 2019   | Akhisarspor            | Türk Telekom Stadyumu, Istanbul        | 1:0 (0:0) | 1:0 Mitroglou (90.+4')                                                                                          | Mariano (20.), Akbaba (32.)                                                                    | 24.507    |
| 24 | 3. März 2019       | BB Erzurumspor         | Kâzım Karabekir Stadyumu, Erzurum      | 1:1 (0:1) | 1:1 Belhanda (52.)                                                                                              | Taşdemir (74.)                                                                                 | 19.158    |
| 25 | 11. März 2019      | Antalyaspor            | Türk Telekom Stadyumu, Istanbul        | 5:0 (1:0) | 1:O Feghouli (17.), 2:0 Onyekuru (65.), 3:0 Ndiaye (68.), 4:0 Onyekuru (78.), 5:0 Diagne (90.+4')               | Ndiaye (40.), Luyindama (50.)                                                                  | 33.033    |
| 26 | 17. März 2019      | Bursaspor              | Bursa Büyükşehir Belediye Stadyumu     | 3:2 (1:2) | 1:2 Ndiaye (45.+2'), 2:2 Diagne (56.), 3:2 Feghouli (63.)                                                       | Luyindama (44.), Ndiaye (45.+1'), Marcão (51.), Belhanda (56.), Taşdemir (59.), Onyekuru (83.) | 30.859    |
| 27 | 6. April 2019      | Yeni Malatyaspor       | Türk Telekom Stadyumu, Istanbul        | 3:0 (1:0) | 1:0 Diagne (45.+4' Foulelfmeter), 2:0 Diagne (49.), 3:0 Diagne (89. Handelfmeter)                               | Mariano (16.), Marcão (70.)                                                                    | 33.241    |
| 28 | 14. April 2019     | Fenerbahçe Istanbul    | Şükrü Saracoğlu Stadı, Istanbul        | 1:1 (0:0) | 1:0 Onyekuru (66.)                                                                                              | Belhanda (18.), Mariano (52.), Onyekuru (70.), Gümüş (90.+10')                                 | 44.619    |
| 29 | 20. April 2019     | Kayserispor            | Türk Telekom Stadyumu, Istanbul        | 3:1 (3:1) | 1:1 Diagne (16.), 2:1 Diagne (42. Handelfmeter), 3:1 Nagatomo (45.+4')                                          | Akbaba (19.), Ndiaye (76.), Feghouli (85.)                                                     | 32.787    |
| 30 | 29. April 2019     | Konyaspor              | Büyükşehir Stadyumu, Konya             | 0:0       | keine | Fernando (90.+1')                                                                              | 23.850    |
| 31 | 5. Mai 2019        | Beşiktaş Istanbul      | Türk Telekom Stadyumu, Istanbul        | 2:0 (1:0) | 1:0 Onyekuru (44.), 2:0 Fernando (54.)                                                                          | Belhanda (42.), Onyekuru (82.)                                                                 | 51.578    |
| 32 | 11. Mai 2019       | Çaykur Rizespor        | Çaykur Didi Stadı, Rize                | 3:2 (1:1) | 1:0 Feghouli (9.), 2:2 Diagne (90.+2' Foulelfmeter), 3:2 Diagne (90.+7')                                        | Donk (45.+4')                                                                                  | 10.923    |
| 33 | 19. Mai 2019       | Istanbul Başakşehir FK | Türk Telekom Stadyumu, Istanbul        | 2:1 (0:1) | 1:1 Feghouli (47.), 2:1 Onyekuru (64.)                                                                          | Marcão (20.), Çipe (22.), Onyekuru (63.), İnan (74.)                                           | 50.057    |
| 34 | 24. Mai 2019       | Sivasspor              | Yeni 4 Eylül Stadyumu, Sivas           | 3:4 (2:2) | 1:0 Linnes (2.), 2:0 Çelik (34.), 3:4 Çelik (82.)                                                               | Onyekuru (55.)                                                                                 | n. v.     |

### Türkiye Kupası
| Runde        | Datum             | Gegner           | Ort                             | Ergebnis  | Tor(e) für Galatasaray Istanbul                                                                  | Karte(n) für Galatasaray Istanbul                 |
| ------------ | ----------------- | ---------------- | ------------------------------- | --------- | ------------------------------------------------------------------------------------------------ | ------------------------------------------------- |
| 5R–Hinspiel  | 5. Dezember 2018  | Keçiörengücü     | Keçiören Aktepe Stadı, Ankara   | 2:1 (1:0) | 1:0 Babacan (33.), 2:0 Linnes (50.)                                                              | Çelik (76.)                                       |
| 5R–Rückspiel | 18. Dezember 2018 | Keçiörengücü     | Türk Telekom Stadyumu, Istanbul | 1:1 (0:0) | 1:0 Akgün (65.)                                                                                  | keine                                             |
| AF–Hinspiel  | 22. Januar 2019   | Boluspor         | Atatürk Stadı, Bolu             | 1:0 (1:0) | 1:0 İnan (42. Foulelfmeter)                                                                      | Çelik (27.), Donk (38.), Bayram (68.)             |
| AF–Rückspiel | 29. Januar 2019   | Boluspor         | Türk Telekom Stadyumu, Istanbul | 4:1 (2:0) | 1:0 Akgün (19.), 2:0 Çelik (33.), 3:0 Akgün (69.), 4:0 Akgün (78. Foulelfmeter)                  | Donk (10.)                                        |
| VF–Hinspiel  | 6. Februar 2019   | Hatayspor        | Türk Telekom Stadyumu, Istanbul | 2:0 (1:0) | 1:0 Luyindama (7.), 2:0 Feghouli (90.+2')                                                        | Luyindama (65.), Belhanda (86.)                   |
| VF–Rückspiel | 27. Februar 2019  | Hatayspor        | Antakya Atatürk Stadyumu, Hatay | 2:4 (1:0) | 1:0 Çelik (21.), 2:0 Akbaba (53.)                                                                | Kaya (70.), Akbaba (84.)                          |
| HF–Hinspiel  | 2. April 2019     | Yeni Malatyaspor | Türk Telekom Stadyumu, Istanbul | 0:0       | keine                                                                                            | Belhanda (57.), Ndiaye (90.+5'), Luyindama (71.)  |
| HF–Rückspiel | 25. April 2019    | Yeni Malatyaspor | Yeni Malatya Stadyumu, Malatya  | 5:2 (2:1) | 1:0 Linnes (5.), 2:0 Feghouli (39.), 3:1 Onyekuru (58.), 4:1 Onyekuru (74.), 5:1 Mitroglou (83.) | Feghouli (45.), Muslera (45.+12'), Onyekuru (59.) |

#### Finale
| Paarung                   | Akhisarspor – Galatasaray Istanbul |
| Ergebnis                  | 1:3 (0:0) |
| Datum                     | 15. Mai 2019 um 20:45 Uhr |
| Stadion                   | Yeni 4 Eylül Stadyumu, Sivas |
| Schiedsrichter            | Suat Arslanboğa (Malatya) |
| Schiedsrichterassistenten | Serkan Ok, İsmail Şencan |
| Tore                      | 1:0 Elvis Manu (57. Güray Vural) 1:1 Sinan Gümüş (80., Foulelfmeter) 1:2 Sofiane Feghouli (88.) 1:3 Mbaye Diagne (90.+4' Younès Belhanda) |
| Akhisarspor               | Fatih Öztürk – Avdija Vršajević (60. ), Rajko Rotman, Caner Osmanpaşa , Kadir Keleş – Zeki Yavru (90. ), Abdoul Sissoko, Hélder Barbosa, Miguel Lopes, Güray Vural (86. ) – Elvis Manu Ersatzbank: Halil Yeral, Musa Nizam, Eray Ataseven, Aykut Çeviker (60. ), Serginho, Adrien Regattin, Onur Ayık, Jeremy Bokila (86. ), Sokol Cikalleshi (90. ) Cheftrainer: Cem Kavçak                   |
| Galatasaray Istanbul      | Fernando Muslera – Mariano, Marcão, Christian Luyindama, Martin Linnes – Selçuk İnan (74. ), Papa Alioune Ndiaye (67. ), Sofiane Feghouli (90.+1' ), Younès Belhanda – Henry Onyekuru, Mbaye Diagne Ersatzbank: İsmail Çipe, Ahmet Çalık, Semih Kaya, Ryan Donk (74. ), Ömer Bayram, Emre Taşdemir, Fernando (90.+1' ), Yunus Akgün, Sinan Gümüş (67. ), Muğdat Çelik Cheftrainer: Fatih Terim |
| Gelbe Karten              | Rajko Rotman (23.), Avdija Vršajević (45.+1'), Miguel Lopes (77.), Jeremy Bokila (79.), Fatih Öztürk (80.), Güray Vural (80.), Abdoul Sissoko (90.+3') – Christian Luyindama (45.+1'), Sofiane Feghouli (89.) |
| Platzverweise             | Miguel Lopes (78.) – keine |

### UEFA Champions League
| Runde        | Datum              | Gegner            | Ort                                   | Ergebnis  | Tor(e) für Galatasaray Istanbul                                        | Karte(n) für Galatasaray Istanbul                     | Zuschauer |
| ------------ | ------------------ | ----------------- | ------------------------------------- | --------- | ---------------------------------------------------------------------- | ----------------------------------------------------- | --------- |
| Gruppenphase | 18. September 2018 | Lokomotive Moskau | Ali Sami Yen Spor Kompleksi, Istanbul | 3:0 (1:0) | 1:0 Rodrigues (9.), 2:0 Derdiyok (67.), 3:0 İnan (90.+4' Foulelfmeter) | Ndiaye (42.), Fernando (72.), Ndiaye (87.)            | 43.542    |
| Gruppenphase | 3. Oktober 2018    | FC Porto          | Estádio do Dragão, Porto              | 0:1 (0:0) | keine                                                                  | Donk (31.), Aziz (44.), Linnes (54.), Maicon (90.+1') | 42.711    |
| Gruppenphase | 24. Oktober 2018   | FC Schalke 04     | Ali Sami Yen Spor Kompleksi, Istanbul | 0:0       | keine                                                                  | Nagatomo (52.), Linnes (60.), Belhanda (90.)          | 46.667    |
| Gruppenphase | 6. November 2018   | FC Schalke 04     | Arena AufSchalke, Gelsenkirchen       | 0:2 (0:1) | keine                                                                  | Donk (72.), Aziz (81.), Çelik (84.)                   | 54.740    |
| Gruppenphase | 28. November 2018  | Lokomotive Moskau | RŽD-Arena, Moskau                     | 0:2 (0:1) | keine                                                                  | Aziz                                                  | 14.037    |
| Gruppenphase | 11. Dezember 2018  | FC Porto          | Ali Sami Yen Spor Kompleksi, Istanbul | 2:3 (1:2) | 1:2 Feghouli (45.+1'), 2:3 Derdiyok (65.)                              | Fernando (88.)                                        | 33.972    |

### UEFA Europa League
| Runde                       | Datum            | Gegner           | Ort                                   | Ergebnis  | Tor(e) für Galatasaray Istanbul | Karte(n) für Galatasaray Istanbul            | Zuschauer |
| --------------------------- | ---------------- | ---------------- | ------------------------------------- | --------- | ------------------------------- | -------------------------------------------- | --------- |
| Sechzehntelfinale-Hinspiel  | 14. Februar 2019 | Benfica Lissabon | Ali Sami Yen Spor Kompleksi, Istanbul | 1:2 (0:1) | 1:1 Luyindama (54.)             | Fernando (40.), Ndiaye (50.), Nagatomo (70.) | 42.722    |
| Sechzehntelfinale-Rückspiel | 21. Februar 2019 | Benfica Lissabon | Estádio da Luz, Lissabon              | 0:0       | keine                           | Marcão (4.), Ndiaye (90.+3')                 | 49.545    |

### Süper Kupa
| Galatasaray Istanbul (Meister)                                | Galatasaray Istanbul (Meister) | Akhisarspor (Pokalsieger) | Akhisarspor (Pokalsieger) |
| ------------------------------------------------------------- | --- | --- | ------------------------- |
| Galatasaray Istanbul (Meister)                                | \| 5. August 2018 um 20:45 Uhr in Konya (Konya Büyükşehir Stadı) \| \| Ergebnis: 1:1 n. V. (1:1, 0:1), 4:5 i. E. \| \| Schiedsrichter: Cüneyt Çakır \| \| Spielbericht \| | \| 5. August 2018 um 20:45 Uhr in Konya (Konya Büyükşehir Stadı) \| \| Ergebnis: 1:1 n. V. (1:1, 0:1), 4:5 i. E. \| \| Schiedsrichter: Cüneyt Çakır \| \| Spielbericht \| | Akhisarspor (Pokalsieger) |
| Galatasaray Istanbul (Meister)                                | Fernando Muslera – Yūto Nagatomo (102. ), Serdar Aziz, Maicon, Martin Linnes, Garry Rodrigues, Fernando (70. ), Ryan Donk (77. ), Sofiane Feghouli, Younès Belhanda (59. ) – Bafétimbi Gomis Ersatzbank: İsmail Çipe, Ahmet Çalık, Lionel Carole (102. ), Selçuk İnan (77. ), Celil Yüksel, Henry Onyekuru, Yunus Akgün (70. ), Sinan Gümüş, Muğdat Çelik, Eren Derdiyok (59. ) Cheftrainer: Fatih Terim | Fatih Öztürk – Ömer Bayram, Dany Nounkeu, Mustafa Yumlu, Avdija Vršajević (67. ) – Elvis Manu (77. ), Aykut Çeviker, Abdoul Sissoko, Hélder Barbosa (63. ), Bilal Kısa (98. ) – Jewhen Selesnjow Ersatzbank: Halil Yeral, Kadir Keleş, Güray Vural (77. ), Miguel Lopes (63. ), Eray Ataseven, Serginho, Onurcan Güler (98. ), Josué, Onur Ayık, Daniel Larsson (67. ) Cheftrainer: Safet Sušić ( Bosnien und Herzegowina) | Akhisarspor (Pokalsieger) |
| Galatasaray Istanbul (Meister)                                | 1:1 Eren Derdiyok (79. Yūto Nagatomo) | 0:1 Jewhen Selesnjow (5.) | Akhisarspor (Pokalsieger) |
| Galatasaray Istanbul (Meister)                                | Elfmeterschießen | | Akhisarspor (Pokalsieger) |
| Galatasaray Istanbul (Meister)                                | 1:1 Selçuk İnan 2:2 Eren Derdiyok 3:3 Sofiane Feghouli 4:4 Garry Rodrigues Fatih Öztürk hält gegen Bafétimbi Gomis | 0:1 Güray Vural 1:2 Daniel Larsson 2:3 Ömer Bayram 3:4 Miguel Lopes 4:5 Jewhen Selesnjow | Akhisarspor (Pokalsieger) |
| Galatasaray Istanbul (Meister)                                | Garry Rodrigues (78.), Serdar Aziz (116.) | Mustafa Yumlu (15.), Dany Nounkeu (43.), Elvis Manu (45.+4') | Akhisarspor (Pokalsieger) |
| Galatasaray Istanbul (Meister)                                | Spieler des Spiels: Jewhen Selesnjow | | Akhisarspor (Pokalsieger) |
| 5. August 2018 um 20:45 Uhr in Konya (Konya Büyükşehir Stadı) | | |                           |
| Ergebnis: 1:1 n. V. (1:1, 0:1), 4:5 i. E.                     | | |                           |
| Schiedsrichter: Cüneyt Çakır                                  | | |                           |
| Spielbericht                                                  | | |                           |

### Freundschaftsspiele
Diese Tabelle führt die ausgetragenen Freundschaftsspiele auf.
| Datum           | Gegner              | Ort                                                      | Ergebnis  | Tor(e) für Galatasaray Istanbul                             | Karte(n) für Galatasaray Istanbul        |
| --------------- | ------------------- | -------------------------------------------------------- | --------- | ----------------------------------------------------------- | ---------------------------------------- |
| 13. Juli 2018   | FC Wil              | Utogrund, Zürich                                         | 1:0 (1:0) | 1:0 Derdiyok (32.)                                          | keine                                    |
| 18. Juli 2018   | PSV Eindhoven       | Stade De Chailly, Montreux                               | 1:3 (0:1) | 1:2 Linnes (65.)                                            | Fernando (43.)                           |
| 21. Juli 2018   | FC Valencia         | Stade Universitaire Saint-Léonard, Freiburg im Üechtland | 1:2 (0:1) | 1:2 Onyekuru (69.)                                          | Fernando (40.), Donk (52.)               |
| 25. Juli 2018   | Sakaryaspor         | Yeni Sakarya Stadyumu                                    | 3:0 (3:0) | 1:0 Çelik (6.), 2:0 Belhanda (21.), 3:0 Gümüş (42.)         | keine                                    |
| 29. Juli 2018   | Club Africain Tunis | Stade Hammadi Agrebi, Radès                              | 1:0 (0:0) | 1:0 Onyekuru (90.+3')                                       | Maicon (40.), İnan (70.)                 |
| 31. Juli 2018   | AEK Athen           | Olympiastadion Athen                                     | 2:3 (1:1) | 1:0 Maicon (22.), 2:3 Maicon (67.)                          | Belhanda (26.), Maicon (40.), Aziz (55.) |
| 8. Januar 2019  | Eskişehirspor       | Sueno Hotels Deluxe, Belek                               | 3:3 (2:1) | 1:0 Gümüş (11.), 2:1 Akgün (24.), 3:1 Akdarı (67. Eigentor) | keine                                    |
| 12. Januar 2019 | RB Leipzig          | Red Bull Arena, Leipzig                                  | 1:1 (0:1) | 1:1 Linnes (55.)                                            | İnan (70.), Maicon                       |
| 24. März 2019   | Ümraniyespor        |                                                          | 3:2 (0:1) | 1:1 Çelik (60.), 2:1 Donk (72.), 3:1 İnan (74. Elfmeter)    | keine                                    |

## Statistiken

### Teamstatistik
| Wettbewerb            | Punkte | daheim | daheim | daheim | daheim | daheim | auswärts | auswärts | auswärts | auswärts | auswärts | Gesamt | Gesamt | Gesamt | Gesamt | Gesamt | Tordifferenz |
| Wettbewerb            | Punkte | Sp     | S      | U      | N      | TV     | Sp       | S        | U        | N        | TV       | Sp     | S      | U      | N      | TV     | Tordifferenz |
| --------------------- | ------ | ------ | ------ | ------ | ------ | ------ | -------- | -------- | -------- | -------- | -------- | ------ | ------ | ------ | ------ | ------ | ------------ |
| Süper Lig             | 69     | 17     | 13     | 4      | 0      | 47:12  | 17       | 7        | 5        | 5        | 25:24    | 34     | 20     | 9      | 5      | 72:36  | +36          |
| Türkiye Kupası        | –      | 4      | 2      | 2      | 0      | 7:2    | 5        | 4        | 0        | 1        | 13:8     | 9      | 6      | 2      | 1      | 20:10  | +10          |
| UEFA Champions League | –      | 3      | 1      | 1      | 1      | 5:3    | 3        | 0        | 0        | 3        | 0:5      | 6      | 1      | 1      | 4      | 5:8    | −3           |
| UEFA Europa League    | –      | 1      | 0      | 0      | 1      | 1:2    | 1        | 0        | 1        | 0        | 0:0      | 2      | 0      | 1      | 1      | 1:2    | −1           |
| Gesamt                | 69     | 25     | 16     | 7      | 2      | 60:19  | 26       | 11       | 6        | 9        | 37:31    | 51     | 27     | 13     | 11     | 98:56  | +42          |

### Saisonverlauf
| Spieltag | 1 | 2 | 3 | 4 | 5 | 6 | 7 | 8 | 9 | 10 | 11 | 12 | 13 | 14 | 15 | 16 | 17 | 18 | 19 | 20 | 21 | 22 | 23 | 24 | 25 | 26 | 27 | 28 | 29 | 30 | 31 | 32 | 33 | 34 |
| -------- | - | - | - | - | - | - | - | - | - | -- | -- | -- | -- | -- | -- | -- | -- | -- | -- | -- | -- | -- | -- | -- | -- | -- | -- | -- | -- | -- | -- | -- | -- | -- |
| Spielort | A | H | H | A | H | A | H | A | H | A  | H  | A  | H  | A  | H  | A  | H  | H  | A  | A  | H  | A  | H  | A  | H  | A  | H  | A  | H  | A  | H  | A  | H  | A  |
| Resultat | S | S | S | N | S | N | S | S | U | N  | U  | S  | U  | N  | U  | U  | S  | S  | S  | U  | S  | S  | S  | U  | S  | S  | S  | U  | S  | U  | S  | S  | S  | N  |
| Platz    | 1 | 2 | 1 | 2 | 1 | 2 | 1 | 1 | 1 | 2  | 2  | 2  | 3  | 4  | 7  | 5  | 5  | 3  | 2  | 2  | 2  | 2  | 2  | 2  | 2  | 2  | 2  | 2  | 2  | 2  | 1  | 1  | 1  | 1  |

Quelle: https://www.weltfussball.de/spielplan/tur-sueper-lig-2018-2019
Legende: Spielort: H = Heim; A = Auswärts. Resultat: S = Sieg; U = Unentschieden; N = Niederlage

### Spielerstatistiken
| Spieler                | Süper Lig | Süper Lig | Süper Lig   | Süper Lig  | Türkiye Kupası / Süper Kupa | Türkiye Kupası / Süper Kupa | Türkiye Kupası / Süper Kupa | Türkiye Kupası / Süper Kupa | Champions League / Europa League | Champions League / Europa League | Champions League / Europa League | Champions League / Europa League | Total    | Total | Total       | Total      |
| Spieler                | Einsätze  | Tore      | Gelbe Karte | Rote Karte | Einsätze                    | Tore                        | Gelbe Karte                 | Rote Karte                  | Einsätze                         | Tore                             | Gelbe Karte                      | Rote Karte                       | Einsätze | Tore  | Gelbe Karte | Rote Karte |
| ---------------------- | --------- | --------- | ----------- | ---------- | --------------------------- | --------------------------- | --------------------------- | --------------------------- | -------------------------------- | -------------------------------- | -------------------------------- | -------------------------------- | -------- | ----- | ----------- | ---------- |
| Emre Akbaba            | 16        | 2         | 2           | 0          | 3                           | 1                           | 1                           | 0                           | 2                                | 0                                | 0                                | 0                                | 21       | 3     | 3           | 0          |
| Yunus Akgün            | 11        | 0         | 0           | 0          | 7                           | 4                           | 0                           | 0                           | 2                                | 0                                | 0                                | 0                                | 20       | 4     | 0           | 0          |
| Serdar Aziz            | 10        | 2         | 2           | 1          | 1                           | 0                           | 1                           | 0                           | 4                                | 0                                | 3                                | 0                                | 15       | 2     | 6           | 1          |
| Atalay Babacan         | 0         | 0         | 0           | 0          | 2                           | 1                           | 0                           | 0                           | 0                                | 0                                | 0                                | 0                                | 2        | 1     | 0           | 0          |
| Ömer Bayram            | 12        | 1         | 1           | 0          | 6                           | 0                           | 1                           | 0                           | 2                                | 0                                | 0                                | 0                                | 20       | 1     | 2           | 0          |
| Younès Belhanda        | 24        | 4         | 8           | 1          | 5                           | 0                           | 2                           | 0                           | 6                                | 0                                | 0                                | 0                                | 35       | 4     | 10          | 1          |
| Ahmet Çalık            | 7         | 0         | 0           | 0          | 6                           | 0                           | 0                           | 0                           | 0                                | 0                                | 0                                | 0                                | 13       | 0     | 0           | 0          |
| Muğdat Çelik           | 10        | 2         | 0           | 0          | 5                           | 2                           | 2                           | 0                           | 3                                | 0                                | 1                                | 0                                | 18       | 4     | 3           | 0          |
| İsmail Çipe            | 2         | 0         | 1           | 0          | 6                           | 0                           | 0                           | 0                           | 0                                | 0                                | 0                                | 0                                | 8        | 0     | 1           | 0          |
| Eren Derdiyok          | 13        | 7         | 1           | 0          | 1                           | 1                           | 0                           | 0                           | 4                                | 2                                | 0                                | 0                                | 18       | 10    | 1           | 0          |
| Mbaye Diagne           | 12        | 10        | 2           | 0          | 3                           | 1                           | 0                           | 0                           | 2                                | 0                                | 0                                | 0                                | 17       | 11    | 2           | 0          |
| Ryan Donk              | 22        | 2         | 3           | 0          | 8                           | 0                           | 2                           | 0                           | 7                                | 0                                | 2                                | 0                                | 37       | 2     | 7           | 0          |
| Sofiane Feghouli       | 29        | 9         | 2           | 0          | 6                           | 3                           | 2                           | 0                           | 5                                | 1                                | 0                                | 0                                | 40       | 13    | 4           | 0          |
| Fernando               | 22        | 2         | 9           | 0          | 5                           | 0                           | 0                           | 0                           | 5                                | 0                                | 3                                | 0                                | 32       | 2     | 12          | 0          |
| Bafétimbi Gomis        | 1         | 0         | 0           | 0          | 1                           | 0                           | 0                           | 0                           | 0                                | 0                                | 0                                | 0                                | 2        | 0     | 0           | 0          |
| Recep Gül              | 0         | 0         | 0           | 0          | 1                           | 0                           | 0                           | 0                           | 0                                | 0                                | 0                                | 0                                | 1        | 0     | 0           | 0          |
| Sinan Gümüş            | 19        | 4         | 5           | 0          | 6                           | 1                           | 0                           | 0                           | 5                                | 0                                | 0                                | 0                                | 30       | 5     | 5           | 0          |
| Gökay Güney            | 1         | 0         | 0           | 0          | 4                           | 0                           | 0                           | 0                           | 0                                | 0                                | 0                                | 0                                | 5        | 0     | 0           | 0          |
| Selçuk İnan            | 22        | 0         | 3           | 0          | 8                           | 1                           | 2                           | 0                           | 5                                | 1                                | 0                                | 0                                | 35       | 2     | 5           | 0          |
| Ozan Kabak             | 13        | 0         | 3           | 0          | 0                           | 0                           | 0                           | 0                           | 4                                | 0                                | 0                                | 0                                | 17       | 0     | 3           | 0          |
| Malik Karaahmet        | 0         | 0         | 0           | 0          | 1                           | 0                           | 0                           | 0                           | 0                                | 0                                | 0                                | 0                                | 1        | 0     | 0           | 0          |
| Abdussamed Karnuçu     | 0         | 0         | 0           | 0          | 1                           | 0                           | 0                           | 0                           | 0                                | 0                                | 0                                | 0                                | 1        | 0     | 0           | 0          |
| Mustafa Kapı           | 1         | 0         | 0           | 0          | 0                           | 0                           | 0                           | 0                           | 0                                | 0                                | 0                                | 0                                | 1        | 0     | 0           | 0          |
| Semih Kaya             | 5         | 0         | 0           | 0          | 2                           | 0                           | 0                           | 1                           | 0                                | 0                                | 0                                | 0                                | 7        | 0     | 0           | 1          |
| Ali Yavuz Kol          | 0         | 0         | 0           | 0          | 2                           | 0                           | 0                           | 0                           | 0                                | 0                                | 0                                | 0                                | 2        | 0     | 0           | 0          |
| Christian Luyindama    | 11        | 0         | 4           | 0          | 4                           | 1                           | 2                           | 1                           | 2                                | 1                                | 0                                | 0                                | 17       | 2     | 6           | 1          |
| Maicon                 | 15        | 1         | 0           | 0          | 3                           | 0                           | 0                           | 0                           | 4                                | 0                                | 1                                | 0                                | 22       | 1     | 1           | 0          |
| Marcão                 | 15        | 0         | 5           | 0          | 4                           | 0                           | 0                           | 0                           | 2                                | 0                                | 1                                | 0                                | 21       | 0     | 6           | 0          |
| Mariano                | 30        | 0         | 10          | 0          | 4                           | 0                           | 0                           | 0                           | 5                                | 0                                | 0                                | 0                                | 39       | 0     | 10          | 0          |
| Konstantinos Mitroglou | 7         | 1         | 0           | 0          | 2                           | 1                           | 0                           | 0                           | 0                                | 0                                | 0                                | 0                                | 9        | 2     | 0           | 0          |
| Fernando Muslera       | 33        | 0         | 1           | 0          | 4                           | 0                           | 1                           | 0                           | 8                                | 0                                | 0                                | 0                                | 45       | 0     | 2           | 0          |
| Yuto Nagatomo          | 17        | 1         | 2           | 0          | 1                           | 0                           | 0                           | 0                           | 7                                | 0                                | 2                                | 0                                | 25       | 1     | 4           | 0          |
| Papa Alioune Ndiaye    | 23        | 3         | 5           | 1          | 3                           | 0                           | 1                           | 0                           | 7                                | 0                                | 3                                | 1                                | 33       | 3     | 9           | 2          |
| Martin Linnes          | 19        | 2         | 3           | 0          | 8                           | 2                           | 0                           | 0                           | 6                                | 0                                | 2                                | 0                                | 33       | 4     | 5           | 0          |
| Henry Onyekuru         | 31        | 14        | 7           | 0          | 6                           | 2                           | 1                           | 0                           | 7                                | 0                                | 0                                | 0                                | 44       | 16    | 8           | 0          |
| Garry Rodrigues        | 12        | 3         | 2           | 0          | 2                           | 0                           | 1                           | 0                           | 6                                | 1                                | 0                                | 0                                | 20       | 4     | 3           | 0          |
| Batuhan Şen            | 0         | 0         | 0           | 0          | 1                           | 0                           | 0                           | 0                           | 0                                | 0                                | 0                                | 0                                | 1        | 0     | 0           | 0          |
| Emre Taşdemir          | 7         | 0         | 3           | 0          | 3                           | 0                           | 0                           | 0                           | 0                                | 0                                | 0                                | 0                                | 10       | 0     | 3           | 0          |
| Celil Yüksel           | 2         | 0         | 0           | 0          | 4                           | 0                           | 0                           | 0                           | 0                                | 0                                | 0                                | 0                                | 6        | 0     | 0           | 0          |

## Sponsoren
- Ausrüster: Nike
- Trikotsponsor: Nef / Turkish Airlines (UEFA)
- Ärmelsponsor: Fluo
- Rückensponsor: Ikinciyeni.com